# Astor d'argento al miglior film iberoamericano
L'Astor d'Argento al miglior film iberoamericano è un premio cinematografico del Festival internazionale del cinema di Mar del Plata. Viene assegnato, con questo nome, dal 2004. 
Dal 1996 al 2003 si chiamava Ombù d'Argento al Miglior Film Iberoamericano.
Il festival non venne svolto dal 1967 al 1969, successivamente al colpo di Stato militare del 1966 in Argentina e all'allestimento di un festival cinematografico a Rio de Janeiro, in Brasile. Riprese nel 1970, ma subì una nuova e lunga interruzione fino al 1996.

## Vincitori

### Anni 1996-1999
- 1996: Buenos Aires Vice Versa, regia di Alejandro Agresti  ·   Argentina
- 1997: Plaza de almas, regia di Fernando Díaz  ·   Argentina
- 1998: Amor & Cia, regia di Helvecio Ratton  ·   Brasile
- 1999: Ángel, la diva y yo, regia di Pablo Nisenson  ·   Argentina

### Anni 2000-2009
- 2000: non assegnato
- 2001: Anita no perd el tren, regia di Ventura Pons  ·   Spagna
- 2002: Bolívar, soy yo, regia di Jorge Alí Triana  ·   Colombia
- 2003: El fondo del mar, regia di Damián Szifrón  ·   Argentina

- 2004: O outro lado da rua, regia di Marcos Bernstein  ·   Brasile
- 2005: Quase dois irmãos, regia di Lúcia Murat  ·   Brasile
- 2006:
  - Cinema, aspirinas e urubus, regia di Marcelo Gomes  ·   Brasile
  - Derecho de familia, regia di Daniel Burman  ·   Argentina
- 2007: non assegnato
- 2008: Los bastardos, regia di Amat Escalante  ·   Messico
- 2009: La hora de la siesta, regia di Sofía Mora  ·   Argentina

### Anni 2010-2019
- 2010: Octubre, regia di Daniel Vega Vidal e Diego Vega Vidal  ·   Perù
- 2011: Las malas intenciones, regia di Rosario Garcia-Monter  ·   Perù
- 2012: non assegnato
- 2013: Los insólitos peces gato, regia di Claudia Sainte-Luce  ·   Messico
- 2014: Branco sai, preto fica, regia di Adirley Queirós  ·   Brasile
- 2015: Santa Teresa y otras historias, regia di Nelson Carlo de los Santos Arias  ·   Messico
- 2016: Martírio, regia di Vincent Carelli  ·   Brasile
- 2017:
  - Baronesa, regia di Juliana Antunes  ·   Brasile
  - Cocote, regia di Nelson Carlo de Los Santos Arias  ·   Argentina
- 2018: Fausto, regia di Andrea Bussmann
- 2019: 
  - Nunca subí el Provincia, regia di Ignacio Agüero
  - The Fever, regia di Maya Da-Rin